# 都築峯重
都筑 峯重（つづき みねしげ、享和3年（1803年）10月 - 安政5年3月18日（1858年5月1日））は、江戸時代後期の旗本。通称は金之丞、金三郎。官途は従五位下、駿河守。子に都筑峯暉。

## 生涯
下谷の御徒・飯島伴太夫の子で、玉薬同心の都筑峯久の養子となる。勘定奉行所に勤め、川路聖謨と親交を得る。近江国大津代官となり、勘定吟味役、佐渡奉行を歴任し、嘉永7年（1854年）下田奉行となり、ロシア使節プチャーチンの応接掛となる。同年11月4日に地震による津波により使節船ディアナ号が大破したため、その救済にも動いた。安政2年（1855年）5月、禁裏附に抜擢されて日米和親条約の勅許が得られるように尽力した。そして、次の日米修好通商条約の勅許を得られるように老中堀田正睦、勘定奉行川路聖謨らと廷臣を説得の最中に卒中で倒れ、翌日に56歳で急死した。墓所は東京都新宿区の全龍寺。